# Aeropuerto de Jalalabad
El Aeropuerto de Jalalabad (IATA: JAA, OACI: OAJL) está situado 5 kilómetros al sureste de Jalalabad, Afganistán. La pista e instalaciones son usadas casi exclusivamente por militares de Estados Unidos, y ocasionalmente por personal de las Naciones Unidas.
Un nuevo aeropuerto civil está en construcción en la región de Gambiri, al noroeste de Jalalabad.

## Aerolíneas y destinos
- Khyber Afghan Airlines